# Corinne Antignac
Pour les articles homonymes, voir Antignac.
Corinne Antignac, née en 1953, est pédiatre, néphrologue, généticienne, professeur de médecine et spécialiste de génétique moléculaire en pédiatrie à l'hôpital Necker-Enfants malades.  Elle étudie les maladies génétiques et plus particulièrement les maladies rénales héréditaires et rares comme la cystinose,, ou le syndrome d'Alport.
Professeur de génétique à l'université Paris-Descartes/Université de Paris, directrice du laboratoire Imagine de l'INSERM (unité U1163) et praticienne hospitalière AP-HP, elle est également membre de l'Académie des sciences section : biologie humaine et sciences médicales, élue membre le 17 décembre 2019,,,,,.

## Biographie
En 1994, Corinne Antignac soutient une thèse à Paris-VI sous la direction du Dr Junien sur les néphropathies héréditaires avec anomalies des membranes basales : syndrome d'Alport et néphronophthise.
En 1999, elle est recrutée comme chercheuse à  l'INSERM. Elle y dirige actuellement le laboratoire Imagine.
Le professeur Corinne Antignac exerce à l'hôpital Necker-Enfants malades en tant que pédiatre, néphrologue. Son domaine de recherche s'étend sur les pathologies génétiques sur les enfants malades et particulièrement sur les maladies rénales héréditaires,,.

## Publications
Elle est l'autrice de nombreuses publications,,.
- Pathologies néphrologiques : 
  - 2006 : les mutations des gènes du système rénine-angiotensine et dysgénésie tubulaire rénale [21].
  - 2020 : le défaut de pseudouridylation dû aux mutations DKC1 et NOP10 provoquant un syndrome néphrotique avec cataractes, déficience auditive et entérocolite.
  - 2020 : génération d'une lignée de cellules souches pluripotentes induites (iPSC) (IMAGINi007) à partir d'un patient atteint d'un syndrome néphrotique résistant aux stéroïdes portant la mutation homozygote p.R138Q dans le gène NPHS2 codant la podocine (en).
  - 2021 : étude des variations pathogènes bi-alléliques de l'ADNJB11 qui provoquent le syndrome d'Ivemark II, une dysplasie rénale-hépatique-pancréatique [22].

- Pathologies neurologiques : 
  - 2021 : origine du syndrome neurologique Galloway-Mowat[23] .

## Responsabilités académiques
En 2019, elle fait partie de la commission spéciale chargée d’examiner le projet de loi relatif à la bioéthique.
En 2021, elle a dirigé 10 thèses, a été présidente de jury pour 2 thèses et rapporteuse pour 2 thèses.

## Honneurs et récompenses
- Prix Eloie Collery de l'Académie nationale de médecine, 2001[25]
- Prix international Lillian Jean Kaplan, 2009
- Élection à l'Académie des sciences, 2019